# Pierluigi Marquis
Pierluigi Marquis (pron. fr. AFI: [maʁki]) (Aosta, 30 maggio 1964) è un politico italiano, presidente della Valle d'Aosta dal 10 marzo all'ottobre del 2017.

## Biografia
È stato vicesindaco di Saint-Vincent dal 2003 al 2010. 
Viene eletto al consiglio regionale della Valle d'Aosta nelle elezioni regionali del 2013 con il partito Stella Alpina, di cui è stato successivamente capogruppo dal 29 luglio 2015 al 19 marzo 2017.

### Presidente della Valle d'Aosta
Il 10 marzo 2017, dopo una mozione di sfiducia verso la giunta di Augusto Rollandin, viene nominato presidente della regione.
Di seguito è riportata la composizione della giunta da lui presieduta.
|  | Assessore         | Partito | Incarico                                                                          |
|  | ----------------- | ------- | --------------------------------------------------------------------------------- |
|  | Pierluigi Marquis | SA      | Presidente della Regione                                                          |
|  | Laurent Viérin    | UVP     | Vicepresidente della Regione Assessore all'agricoltura e risorse naturali         |
|  | Fabrizio Roscio   | ALPE    | Assessore alle attività produttive, energia, politiche del lavoro e ambiente      |
|  | Albert Chatrian   | ALPE    | Assessore al bilancio, finanze, patrimonio e società partecipate                  |
|  | Chantal Certan    | ALPE    | Assessore all'istruzione e cultura                                                |
|  | Stefano Borrello  | SA      | Assessore alle opere pubbliche, difesa del suolo e edilizia residenziale pubblica |
|  | Luigi Bertschy    | UVP     | Assessore alla sanità, salute e politiche sociali                                 |
|  | Claudio Restano   | PNV     | Assessore al turismo, sport, commercio e trasporti                                |

Nel giugno 2017, una somma di 25 mila euro in contanti è stata trovata nascosta sotto il piano della scrivania nell’ufficio del Presidente della Regione Valle d’Aosta. Il ritrovamento è avvenuto durante alcuni lavori di manutenzione e ha suscitato un notevole clamore mediatico e politico. Il presidente in carica all’epoca, Pierluigi Marquis, ha immediatamente denunciato il ritrovamento alle autorità competenti. La scoperta ha portato all’apertura di un’indagine per determinare l’origine e la destinazione del denaro. Durante l’indagine, sono stati esaminati vari documenti e testimonianze, ma non sono emerse prove che collegassero direttamente il presidente Marquis o altri funzionari regionali a eventuali attività illecite legate alla somma ritrovata. L’indagine ha anche rivelato la presenza di documenti che richiamavano la massoneria nell’ufficio del presidente. Questo dettaglio ha ulteriormente complicato la vicenda, alimentando speculazioni e teorie su possibili connessioni con gruppi segreti o attività non trasparenti.
Pierluigi Marquis, il suo segretario particolare Donatello Trevisan e l’ex presidente del Consiglio regionale Marco Viérin sono stati indagati dalla procura di Aosta per concorso in calunnia. Nonostante le numerose ipotesi e speculazioni, e il decesso di Donatello Trevisan, le indagini non hanno portato a conclusioni definitive e il caso è stato archiviato senza che venissero formulate accuse specifiche contro alcun individuo.
Si è dimesso dall'incarico il 10 ottobre, dopo aver ricevuto un avviso di garanzia nell'ambito di un'inchiesta dove è stato indagato per concorso in calunnia. Il 24 settembre 2018 l'inchiesta a suo carico viene archiviata.
Alle elezioni regionali in Valle d'Aosta del 2018 è rieletto in Consiglio regionale nella lista comune Stella Alpina - Pour Notre Vallée. Con l'inizio della XV legislatura diventa capogruppo.
Alle elezioni regionali in Valle d'Aosta del 2020, è rieletto al Consiglio regionale nella lista comune Stella Alpina - Alliance Valdôtaine. Nella XVI legislatura, diventa vice-capogruppo.
Il 30 luglio 2021 viene condannato in via definitiva dalla Corte dei Conti al pagamento di 586.666 euro per danno erariale provocato all'amministrazione regionale con l'erogazione di finanziamenti della sua giunta al Casinò di Saint Vincent. La Corte costituzionale ha annullato l'anno successivo la pronuncia della Corte dei Conti nel conflitto di attribuzione proposto dalla Regione Valle d'Aosta contro la pronuncia della Corte dei conti.
Nell'aprile 2022 passa a Forza Italia.